# Repräsentantenhaus (Belize)
Das Repräsentantenhaus im mittelamerikanischen Belize bildet gemeinsam mit dem Senat die belizische Nationalversammlung und kann verglichen werden mit dem House of Commons in Großbritannien.
Eingeführt wurde das Zweikammersystem in Belize im Jahr 1981 bei Erlangung der Unabhängigkeit von Großbritannien durch die neue Verfassung. Um in das Repräsentantenhaus einziehen zu können, muss ein Delegierter die Mehrheit der Stimmen in seinem Wahlkreis erlangt haben. Als die Verfassung im Jahr 1981 entstand, waren 18 Mitglieder des Repräsentantenhauses vorgesehen, im Jahr 1984 wurde diese Zahl auf 28 erhöht, 1993 auf 29 und im Jahr 2005 auf 31 Mitglieder.

## Wahl des Repräsentantenhauses

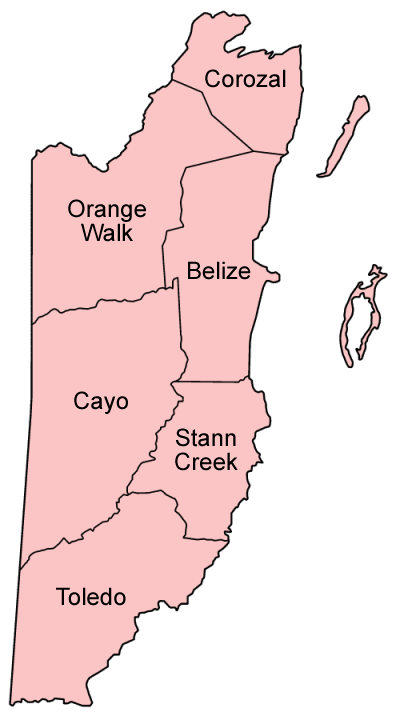
Distrikte in Belize

Das Repräsentantenhaus besteht aus 31 nach Mehrheitswahlrecht direkt gewählten Abgeordneten aus 31 Wahlkreisen in 6 Distrikten:
- Belize District: 13 Sitze
- Corozal District: 4 Sitze
- Orange Walk District: 4 Sitze
- Cayo District: 6 Sitze
- Stann Creek District: 2 Sitze
- Toledo District: 2 Sitze

Nicht stimmberechtigtes Mitglied des Repräsentantenhauses ist der Speaker.
Bei den Wahlen 2012 erlangte die United Democratic Party (UDP) die Mehrheit der Sitze:

Belize House of Representatives 2012–2017:
United Democratic Party (UDP): 17 Sitze
People’s United Party (PUP): 14 Sitze

## Sitz in Belmopan
Das Repräsentantenhaus hat seinen Sitz gemeinsam mit dem Senat von Belize in einem Komplex von Regierungsgebäuden in Belmopan. Das 1971 eröffnete Gebäude wurde im Stil des Brutalismus erbaut.
Die neue Hauptstadt Belmopan war erst 1970 angelegt worden, nachdem Hurrikan Hattie 1961 die alte Hauptstadt Belize City zu 75 % zerstört hatte.

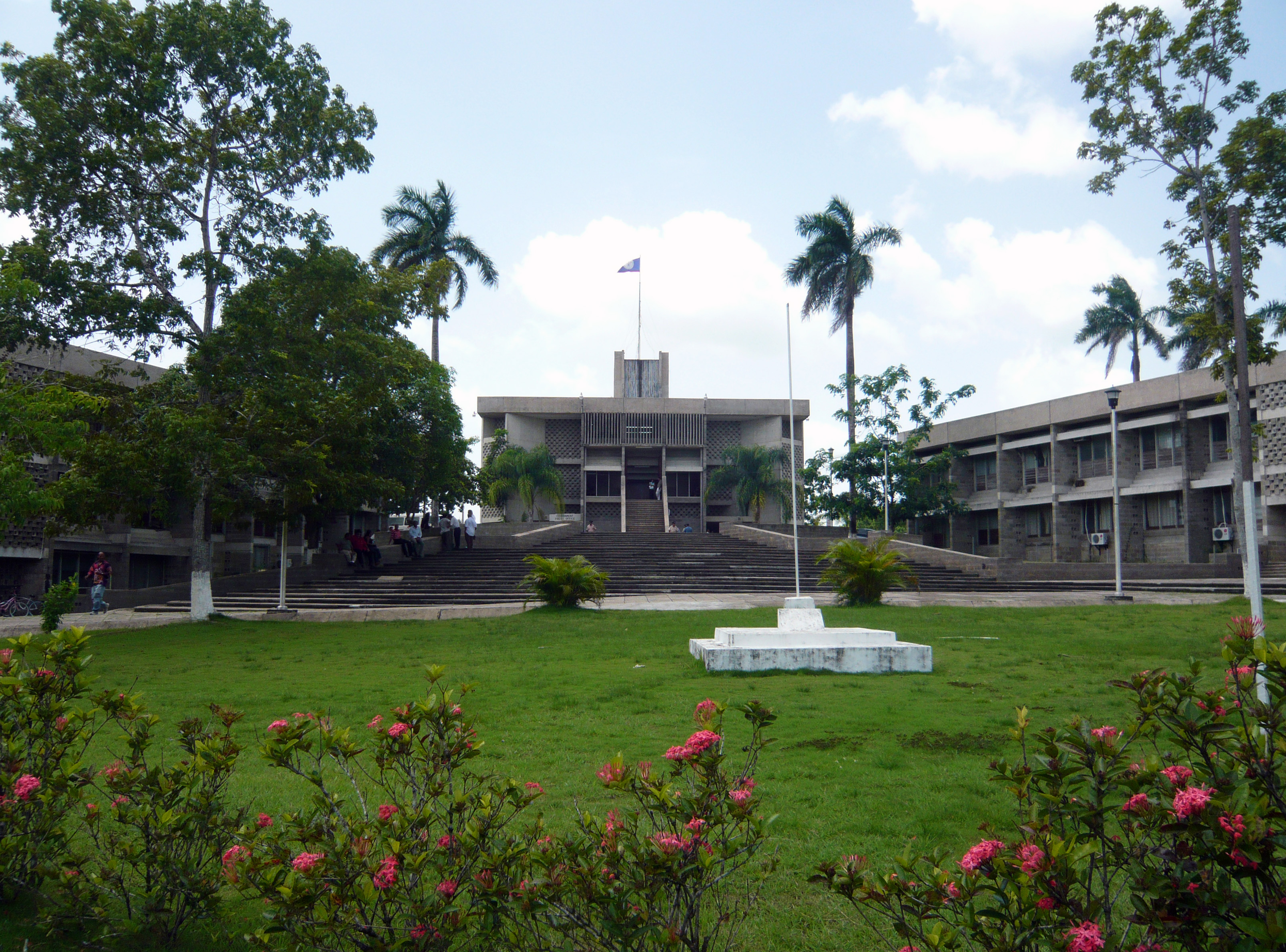
Gebäude der Nationalversammlung am Independence Plaza, 2008
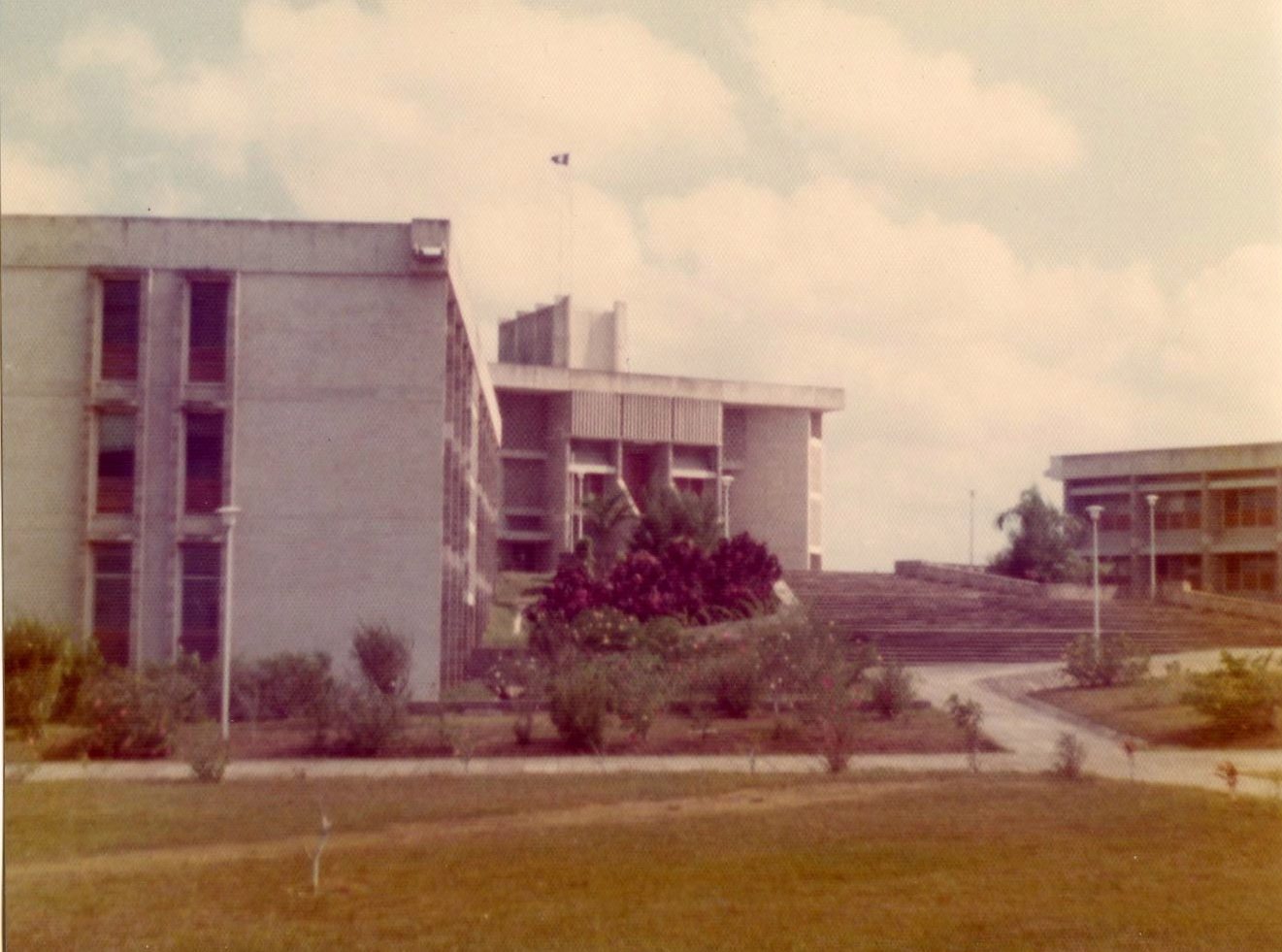
Gebäude der Nationalversammlung in der Mitte, Ministerien links und Parlamentsflügel rechts
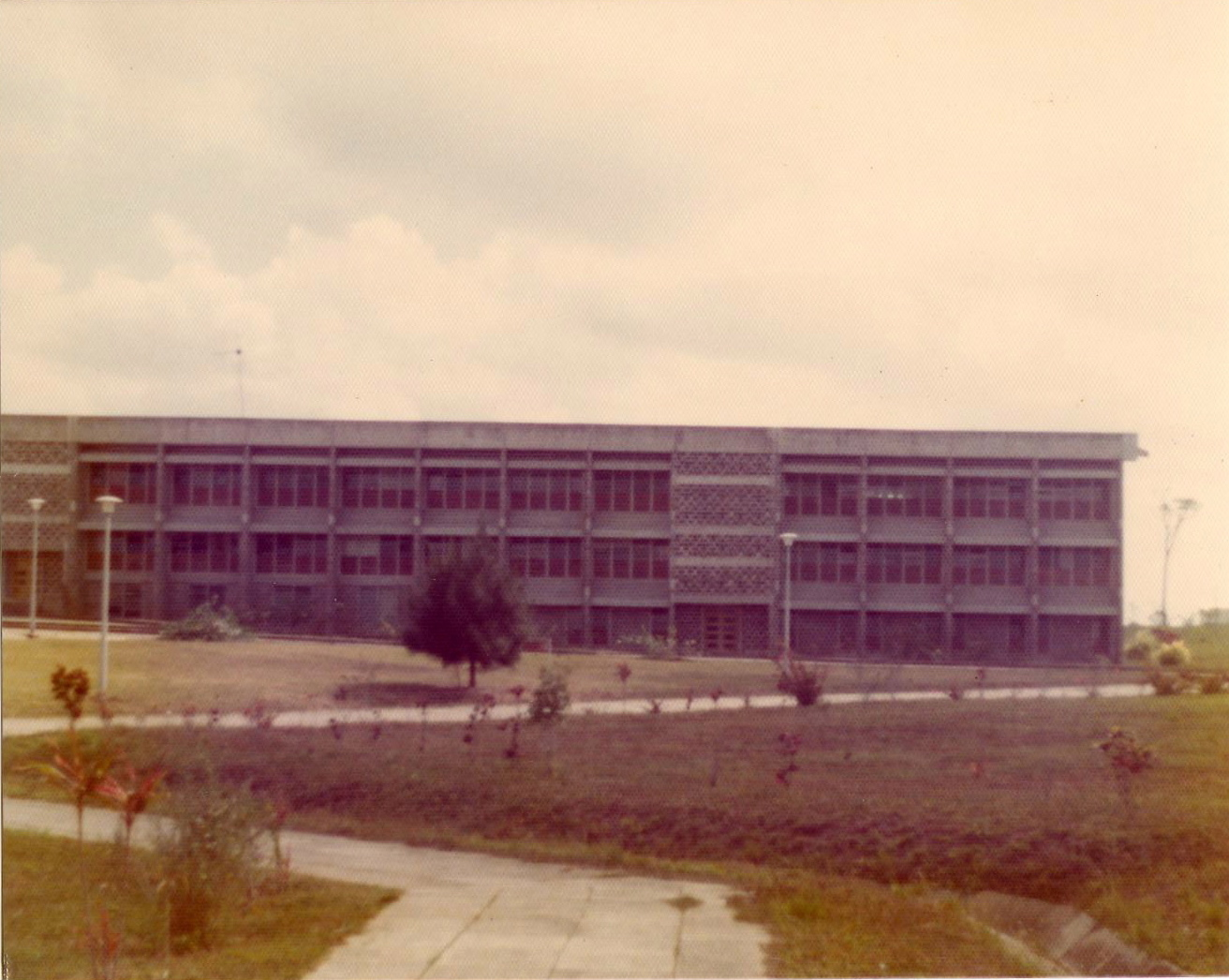
Parlamentsflügel, 1976
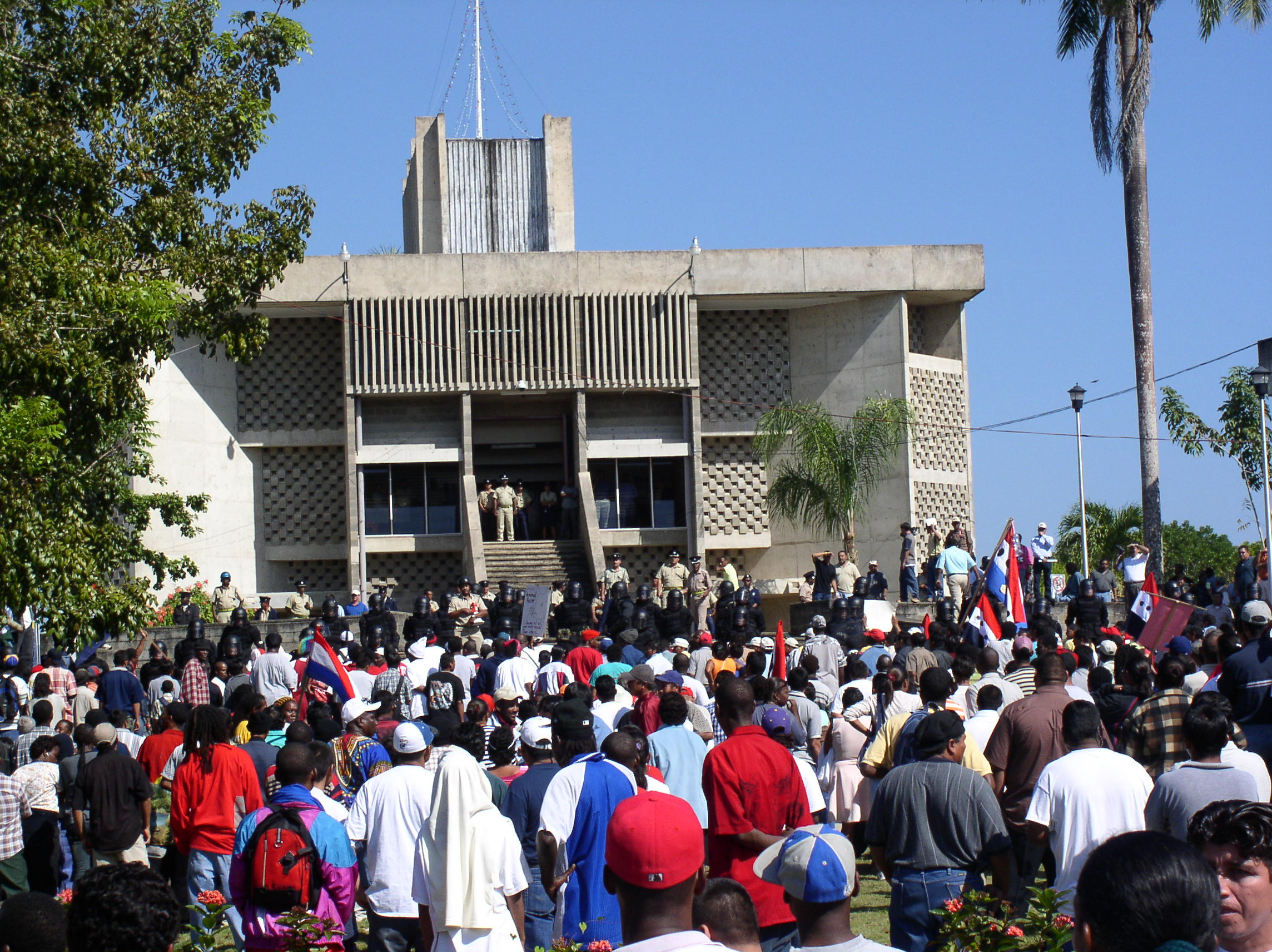
Proteste vor dem Parlament, 2005